# Salpingogaster bequaerti
Salpingogaster bequaerti är en tvåvingeart som beskrevs av Charles Howard Curran 1933. Salpingogaster bequaerti ingår i släktet Salpingogaster och familjen blomflugor.
Artens utbredningsområde är Guatemala. Inga underarter finns listade i Catalogue of Life.